# SOBER
「SOBER」（ソウバー、朝鮮語: 맨정신）は、BIGBANGの楽曲。
韓国では「メンジョンシン（맨정신）」とも呼ばれ、意味はどちらも"しらふ"である。
「IF YOU」とともに2015年7月1日発売の韓国6thシングル「MADE SERIES：D」に初収録された。同年7月8日より日本でもデジタル配信されたものの、オフラインでは2016年2月3日発売の日本5thアルバム（暫定版）「MADE SERIES」にて初収録され、2017年2月15日発売の日本5thアルバム（完全版）「MADE」にも収録された。

## 概要
BIGBANGの3年振りカムバックプロジェクト「MADE」が2015年4月より始動。その一環として5月から毎月、新曲2曲ずつを収録したシングル「M」「A」「D」「E」を発売。その第三弾として、2015年5月1日に発売されたシングル「MADE SERIES : D」に「IF YOU」とともに収録されたのが本曲である。
日本では、2015年7月8日にデジタル配信がスタートし、2016年2月3日発売の暫定版5thアルバム「MADE SERIES」にて初収録された。
SOBERの楽曲発表をする2年前に、Mnet Asian Music Awards(MAMA)2013で、G-DRAGONのソロ曲「ピタカゲ(삐딱하게)」の前奏にこの楽曲の落ちサビが使用された。

## 収録アルバム
| 曲名            | 収録アルバム      | 備考                                   |
| --------------- | ----------------- | -------------------------------------- |
| SOBER -KR Ver.- | MADE SERIES       | BIGBANGの日本5thフルアルバム（暫定版） |
| SOBER -KR Ver.- | MADE              | BIGBANGの日本5thフルアルバム（完全版） |
| SOBER -KR Ver.- | MADE -KR EDITION- | BIGBANGの韓国3rdフルアルバム           |